# بياتريس إيتشيسون
بياتريس إيتشيسون (بالإنجليزية: Beatrice Aitchison)‏ هي اقتصادية أمريكية، ولدت في 18 يوليو 1908 في بورتلاند في الولايات المتحدة، وتوفيت في 22 سبتمبر 1997.